# Kachelhaus

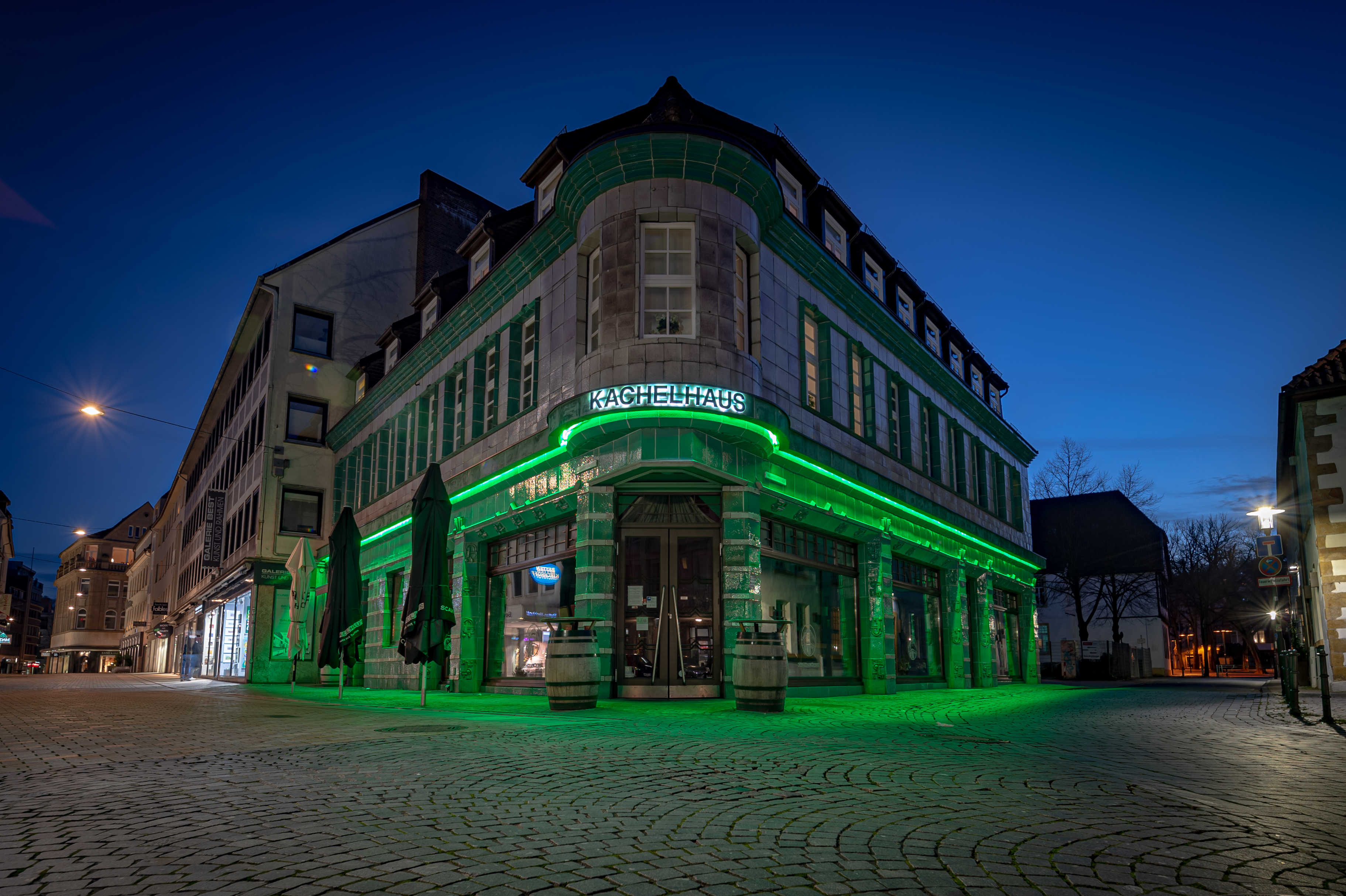
Das Kachelhaus bei Nacht

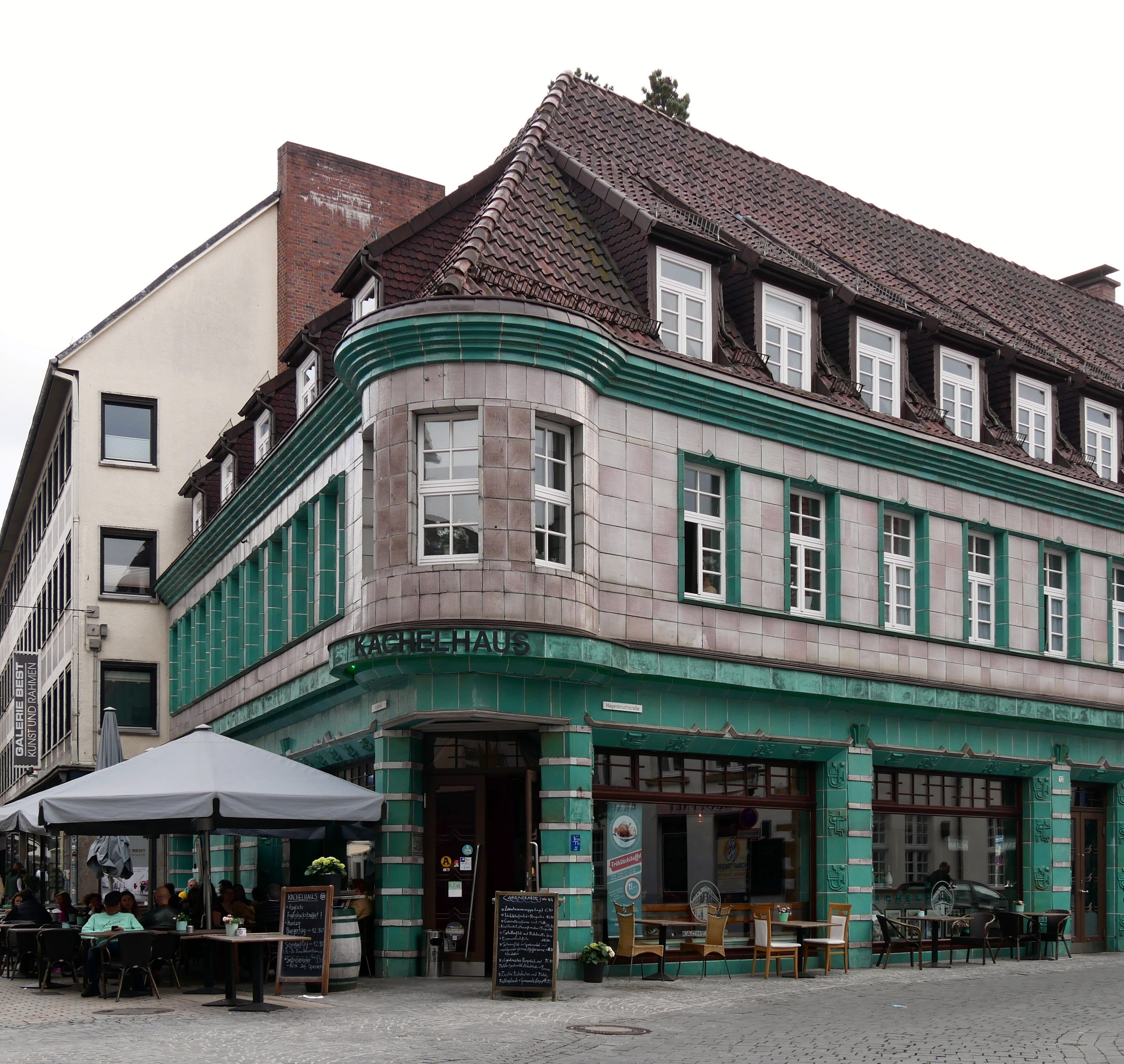
Das Kachelhaus 2022

Das Kachelhaus im Stadtbezirk Mitte der ostwestfälischen Stadt Bielefeld in Nordrhein-Westfalen ist ein Baudenkmal aus dem Jahr 1927.

## Lage
Das Eckhaus befindet sich in der Hagenbruchstraße 13 an der Ecke zur Goldstraße in der Bielefelder Altstadt. In unmittelbarer Nähe befinden sich der Klosterplatz und die Kirche St. Jodokus. Der Platz vor dem Haus wird Mirabellenplatz genannt. An ihm befindet sich auch der Wendtsche Hof.

## Geschichte
Das Haus wurde 1927 für den Lebensmittelhändler Wilhelm Harms erbaut. Architekt war Paul Löwenthal. Das Erdgeschoss wird geprägt durch die fast durchgängigen Schaufensterfronten zu beiden Straßen. Das Obergeschoss durch den runden Eckerker über dem Eingang sowie die 8 bzw. 9 Fensterachsen. Ursprünglich sollte ein zweites Obergeschoss gebaut werden, allerdings veranlassten die ungünstigen Bodenverhältnisse mit lockerem Sand und die gestiegenen Kosten – statt 180.000 mussten 200.000 Mark investiert werden – den Bauherrn zur Verkleinerung des Plans. Seinen Namen erhielt das Kachelhaus durch die in Meißen gefertigte grüne Außenverkleidung. Auch das Innere ist mit Keramikkacheln aus Meißen versehen. Bei seiner Errichtung galt das Kachelhaus nicht nur wegen seiner Optik als bemerkenswert, sondern auch wegen der technischen Ausstattung mit Kühlhaus und Neonlicht.
Das Haus überstand den Zweiten Weltkrieg unbeschadet und auch die Inneneinrichtung im Erdgeschoss ist erhalten geblieben. Nach mehreren Umnutzungen befindet sich in dem etwa 200 m² großen ehemaligen Ladenbereich ein Café, das die alte Einrichtung in die Möblierung integriert hat.

## Sonstiges
An der Fassade ist folgender Spruch zu lesen: Paul Löwenthal hat dieses Haus ersonnen, Wilhelm Harms hat den Draht gesponnen. Hätten wir gewusst was es kust, hätten wir´s gelusst. Während der Zeit des Nationalsozialismus wurde der erste Teil mit dem Hinweis auf den jüdischen Architekten entfernt. Nach 1945 wurde er wieder ergänzt und 1979 nach Medienberichterstattung wieder erneuert.
Die Tochter Löwenthals, die Schriftstellerin Karen Gershon, eigentlich Käthe Löwenthal, widmete ihrer Geburtsstadt Bielefeld und dem Kachelhaus ein Gedicht im Exil. Es heißt Wilhelm Harms' House. Darin thematisiert sie auch den Umgang mit dem Namen ihres Vaters.